# Roland Barthes
Pour les articles homonymes, voir Barthes.
Roland Barthes, né le 12 novembre 1915 à Cherbourg et mort le 26 mars 1980 à Paris dans le 13e arrondissement, est un critique littéraire et sémiologue français.
Directeur d'études à l'École pratique des hautes études jusqu'en 1975, puis à l'École des hautes études en sciences sociales (EHESS) et professeur au Collège de France, il est l'un des principaux animateurs du post-structuralisme et de la sémiologie linguistique en France.

## Biographie
Roland Gérard Barthes naît à Cherbourg pendant la Première Guerre mondiale, de Louis Barthes, officier de la marine marchande, catholique, et d'Henriette Binger, protestante issue d'une famille de la bourgeoisie alsacienne. Son grand-père maternel, Louis-Gustave Binger, explorateur devenu gouverneur des colonies, et sa grand-mère, Noémie, recevaient place du Panthéon le Tout-Paris intellectuel. Son père est mobilisé en 1914 comme enseigne de vaisseau. Il meurt lors d'un combat naval en mer du Nord le 26 octobre 1916. Roland Barthes passe son enfance à Bayonne jusqu'en 1924, puis à Paris, où il étudie au lycée Montaigne, et enfin au lycée Louis-le-Grand. Il obtient le baccalauréat en 1934 et s'inscrit en lettres classiques à la faculté des lettres de l'université de Paris, où il contribue à fonder le Groupe de théâtre antique de la Sorbonne et obtient sa licence de lettres classiques en 1939 (certificat d'études grecques, certificat d'études latines, certificat de littérature française et d'histoire de la philosophie).
En 1934, après une hémoptysie, on lui diagnostique une lésion du poumon gauche. Jusqu'en 1949, ses études puis sa vie professionnelle sont perturbées par la maladie et les séjours en sanatorium en France et en Suisse. En 1937, il est exempté du service militaire. Professeur au lycée de Biarritz (1939-1940), puis aux lycées Voltaire et Buffon de Paris (1940-1941), il obtient également en 1941 son diplôme d'études supérieures après avoir soutenu un mémoire sur la tragédie grecque. Pendant ses séjours en sanatorium, il mène une vie intellectuelle riche, fait des rencontres déterminantes (dont celle, pour sa formation politique, de Georges Fournié, militant trotskyste qui l'initie au marxisme), lit des auteurs fondamentaux (Karl Marx, Jules Michelet, Jean-Paul Sartre) et publie ses premiers textes. Il obtient en 1943 le certificat de grammaire et philologie des langues classiques, ce qui lui permet de transformer sa licence en licence d'enseignement. En 1947, il publie dans Combat les premiers des textes qui constitueront Le Degré zéro de l'écriture. Entre le 1er août 1947 et le 13 septembre 1951, il publie huit articles. Commencent aussi, en cette période, des séjours professionnels à l'étranger : Bucarest (nommé bibliothécaire à l'Institut français en 1947, il s'installe dans la capitale roumaine avec sa mère et a une liaison avec un professeur de français, Petre Sirin (ro)), Alexandrie (où, professeur de français à l'université entre 1949 et juin 1950, il rencontre Algirdas Julien Greimas et où il s'initie à la linguistique) ; il séjourne au Maroc plusieurs fois dès 1963 (il enseigne à Rabat en 1969-1970). Il se rend pour la première fois aux États-Unis en 1958, comme « visiting professor » au Middlebury College (Vermont) puis à New York l'année suivante ; il y revient en 1967 (son amie Susan Sontag diffusera ses idées dans le monde intellectuel américain).
En 1952, de retour à Paris où il travaille au ministère des Affaires étrangères, il publie « Le monde où l'on catche » dans la revue Esprit et poursuit ses « Petites mythologies du mois » dans Combat puis dans la revue de Maurice Nadeau, Les Lettres nouvelles. Ses courts textes le font connaître et sont réunis en un seul volume en 1957. Mais son premier essai, Le Degré zéro de l'écriture, paru en 1953, est rapidement considéré comme le manifeste d'une nouvelle critique soucieuse de la logique immanente du texte. En 1954, il publie un article qui fera date sur Alain Robbe-Grillet. À cette époque, le théâtre l'intéresse particulièrement : au cours des années 1950, il écrit plus de quatre-vingts articles sur le théâtre, publiés dans diverses revues, et participe à la fondation de la revue Théâtre Populaire. Il participe également à la création en 1961 de la revue Communications dont il sera le rédacteur en chef entre 1975 et 1980 , puis, dans les années 1960 et 1970, il collabore à Tel Quel.
En 1962, il entre avec Michel Foucault et Michel Deguy au premier conseil de rédaction de la revue Critique, auprès de Jean Piel qui reprend la direction de la revue après la mort de Georges Bataille.

### École pratique des hautes études

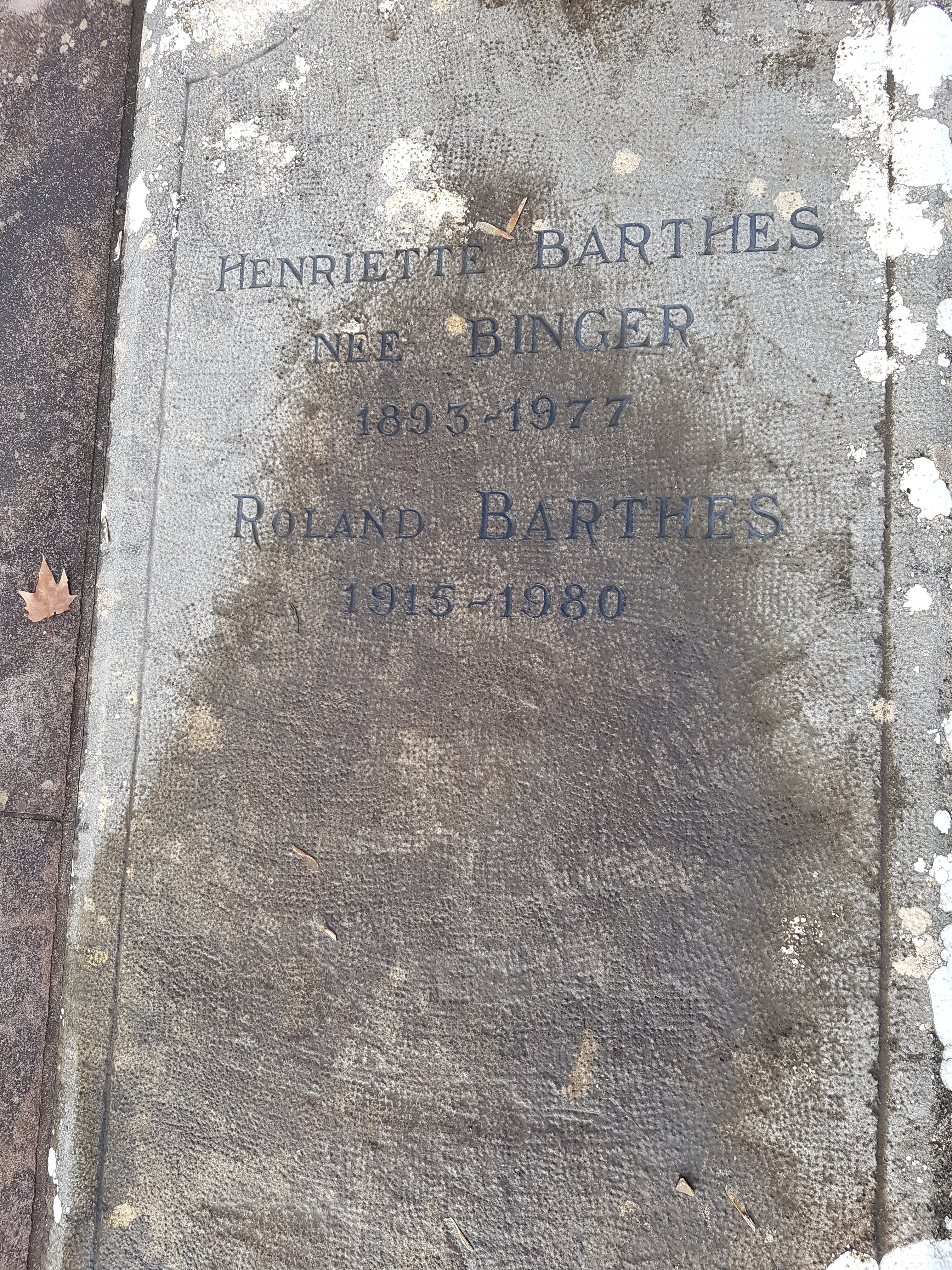

Stagiaire de recherche du CNRS de 1953 à 1954, puis attaché de recherche de 1956 à 1960, il devient ensuite chef de travaux à la VIe section de l'École pratique des hautes études puis directeur d'études en 1962 — ses premiers séminaires portent sur le thème « Inventaire des systèmes de signification contemporains » et débouchent sur ses Éléments de sémiologie (1965) et le Système de la mode (1967). En 1971, il est professeur invité à l'université de Genève. Il occupe la chaire de sémiologie du Collège de France de 1977 à 1980.
En publiant Sur Racine en 1965, il s'attaque à la vieille critique qui analyse l’œuvre à partir de la biographie de l'auteur. Raymond Picard, représentant de la critique universitaire, répond à Roland Barthes avec son livre Nouvelle critique ou nouvelle imposture. Barthes répond par son livre Critique et vérité. C'est le point de départ de la querelle de la nouvelle critique.
Le début des années 1970 est une période de publication intense, qui le voit s'éloigner du formalisme structuraliste et opter pour une subjectivité plus assumée, avec L'Empire des signes (1970), S/Z (1970), Sade, Fourier, Loyola (1971), Nouveaux Essais critiques (1972), suivis par son Roland Barthes par Roland Barthes (1975) et ses Fragments d’un discours amoureux (1977). C'est également l'époque de la reconnaissance : Tel Quel (1971) et L'Arc (1973) lui consacrent des numéros spéciaux et une décade est organisée sur son œuvre à Cerisy-la-Salle (1977). Cette évolution vers le post-structuralisme fait qu'on le rattache aussi à la French theory.
En 1974, il participe à un voyage en Chine avec François Wahl, Philippe Sollers, Julia Kristeva et Marcelin Pleynet. Alors que cette visite coïncide avec une purge sanglante, « déclenchée à l'échelle du pays entier par le régime maoïste », l'article qu'il publie dans Le Monde à son retour ne contient aucune critique du système politique chinois tandis que François Wahl se faisait plus critique et la rédaction de Tel quel défendait le régime de Mao,. Il s'en justifiera plus tard en revendiquant une position neutre, « le commentaire sur le ton no comment ». Ses notes de voyages seront publiées en 2009 dans Carnets du voyage en Chine.
Avec la publication en 1977 de Fragments d'un discours amoureux, Barthes accède à une notoriété médiatique. C'est l'époque où il fait la connaissance d'Hervé Guibert avec qui il entretient une relation exclusivement épistolaire ; elle se rompt le jour où Barthes commande un texte à Guibert :

« Il m’a fait écrire un texte, La Mort propagande n° 0, raconte Guibert. Il devait écrire une préface. Mais il a posé comme condition que je couche avec lui. Et pour moi ce n’était pas possible. À cette époque, je n’aurais pu avoir un rapport avec un homme de cet âge. »

Le 25 octobre 1977, la mort de sa mère, avec laquelle il vivait, l'affecte profondément,. Tandis qu’il séjourne à Urt, cet épisode douloureux est l’occasion pour lui de s’essayer à l’écriture diariste.
À l'automne 1978, il commence au Collège de France le cours sur « La préparation du roman ».
Fauché par la camionnette d'une entreprise de blanchissage rue des Écoles à Paris alors qu'il se rend au Collège de France, le 25 février 1980, Barthes meurt des suites de cet accident le 26 mars suivant à l'hôpital de la Pitié-Salpêtrière à Paris, à l'âge de 64 ans. Il est enterré auprès de sa mère, dans le cimetière d'Urt au Pays basque.

### Vie privée
Barthes a travaillé le chant avec le baryton Charles Panzéra, à qui Gabriel Fauré avait dédié son Horizon chimérique, cycle de mélodies pour une voix et piano. Toute sa vie, il a joué du piano en amateur.
Il a laissé une trentaine de compositions musicales.
Philippe Sollers aborde le sujet de l'homosexualité de Roland Barthes, dans son livre Femmes (1983), ce qui lui vaut d'être critiqué par Renaud Camus dans son livre Corbeaux (2000).

## Œuvres

### La Mort de l'auteur
La Mort de l'auteur est un essai publié d'abord en anglais sous forme d'article avec le titre The Death of the Author, dans Aspen Magazine, no 5/6, 1967, puis en français en 1968 dans le numéro 5 de la revue Mantéia, basée à Marseille et proche de Tel Quel. L'article fut ensuite recueilli dans Le Bruissement de la langue : Essais critiques IV.
Conjugué à la conférence de Michel Foucault intitulée « Qu’est-ce qu’un auteur ? » publiée en juillet 1969, l’article de Barthes fait l’effet d’une bombe[réf. nécessaire]. Jusqu’à leur parution, bien plus tard et dans des recueils posthumes, ces deux textes furent longtemps très photocopiés par les étudiants et utilisés par les enseignants, devenant en quelque sorte le credo du post-structuralisme français.[réf. nécessaire]
Les deux textes gagnèrent cette popularité[réf. nécessaire] surtout par leur opposition à deux auteurs du XIXe siècle, Gustave Lanson et Sainte-Beuve, critiques dominants dans les études littéraires françaises, qui attachaient une grande importance à la connaissance de l’auteur dans le jugement d’une œuvre. Or, pour Barthes, « l’auteur est mort » : il affirme que « la naissance du lecteur doit se payer de la mort de l’auteur ». En effet, son idée est que l'auteur doit céder sa place au lecteur, qui réécrit le texte pour lui-même (depuis, on dit volontiers qu'il en possède sa propre lecture, expression que dénonce d'ailleurs Thierry Maulnier[réf. nécessaire]) : l'auteur n'est donc plus le seul garant du sens de son œuvre.
Barthes souligne que l'approche traditionnelle de la critique littéraire soulève un problème complexe : comment peut-on connaître précisément l'intention de l'auteur ? Sa réponse est qu'on ne le peut pas. Il donne comme exemple Sarrasine d'Honoré de Balzac, texte dans lequel un homme prend un castrat pour une femme et en tombe amoureux. Lorsque le personnage (Sarrasine) délire sur celle qu'il croit être l'image même de la féminité, Barthes défie les lecteurs de trouver qui parle et de quoi : Balzac ou son personnage ?
Ainsi, selon Barthes, lorsqu’un auteur autrefois était « consacré », tous ses écrits devenaient automatiquement œuvre, y compris la correspondance, les brouillons, etc. Une fois l’auteur mort, un écrit devient œuvre (ou « texte » dans notre cas) si son contenu est conforme à l’idée que l’on se fait de l’auteur. De nombreux exécuteurs testamentaires ont brûlé la correspondance d'écrivains célèbres, pensant qu'elles pouvaient ternir l'image du disparu. Ils l'ont fait soit de leur propre chef, soit à la demande de l'auteur,.

### Système de la mode
Dans Système de la mode (1967), comme dans Éléments de sémiologie, Roland Barthes fait beaucoup pour populariser la notion de dénotation et celle de métalangage.
Soient les notations E = expression, R = relation, C = contenu.
On peut avoir :
- Connotation

(E R1 C1) R2 C2 : R1 = dénotation, R2 = connotation
ex. : Je porte un jean troué pour signifier (connoter) que je suis un punk. E = jean ; C1 = m'habiller, me protéger du froid, etc. ; C2 = « je suis un punk »
ou
- Métalangage

E1 R1 (E2 R2 C) : R1 = métalangage, R2 = langage-objet
ex. : « Le mot « chat » » : E1 = « Le mot « chat » » ; E2 = « chat » ; C = boule de poils mouvante.
Dans son article « Histoire et sociologie du vêtement » (1957), Barthes s'intéresse déjà au vêtement qu'il compare au langage en reprenant la distinction de Ferdinand de Saussure. Ainsi le costume est une institution sociale et l'habillement un acte individuel.

### Mythologies
Dans Mythologies (Seuil, 1957), Roland Barthes écrit : 

« […] une de nos servitudes majeures : le divorce accablant de la mythologie et de la connaissance. La science va vite et droit en son chemin ; mais les représentations collectives ne suivent pas, elles sont des siècles en arrière, maintenues stagnantes dans l'erreur par le pouvoir, la grande presse et les valeurs d'ordre. »

Dans ce livre, il décrit des mythes aussi divers que la Citroën DS, le catch, le vin, le visage de Greta Garbo, le steak frites et le discours colonial français. Mais il analyse également le phénomène même du mythe. Pour lui, le mythe est un outil de l'idéologie, il réalise les croyances, dont la doxa est le système, dans le discours : le mythe est un signe. Son signifié est un idéologème, son signifiant peut être n'importe quoi : « Chaque objet du monde peut passer d'une existence fermée, muette, à un état oral, ouvert à l'appropriation de la société. »
Dans le mythe, écrit Barthes, la chaîne sémiologique « signifiant/signifié = signe » est doublée. Le mythe se constitue à partir d'une chaîne préexistante : le signe de la première chaîne devient le signifiant du second. Barthes donne l'exemple d'une phrase figurant comme exemple dans une grammaire : c'est un signe composé de signifiant et signifié, mais qui devient dans son contexte de grammaire un nouveau signifiant dont le signifié est « je suis ici comme exemple d'une règle grammaticale ». Il illustre cela par un emprunt à Paul Valéry, qui avait précisé dans Tel quel que « Quia ego nominor leo » avait en fait la valeur de « Je suis une règle de grammaire ».
Un exemple purement idéologique dans ce recueil est la photo d'un soldat noir regardant le drapeau national, où le signe dans son ensemble devient le signifiant du mythe de l'adhésion des populations colonisées à l'Empire français.
En dernière analyse, la doxa propagée par le mythe, pour Barthes, est l'image que la bourgeoisie se fait du monde et qu'elle impose au monde. La stratégie bourgeoise est de remplir le monde entier de sa culture et de sa morale, en faisant oublier son propre statut de classe historique :

« Le statut de la bourgeoisie est particulier, historique : l'homme qu'elle représente sera universel, éternel ; […] Enfin, l'idée première du monde perfectible, mobile, produira l'image renversée d'une humanité immuable, définie par une identité infiniment recommencée. »

### Sémiologie et urbanisme
En tant que lun des plus principaux représentants de la Nouvelle critique, Barthes postule une de critique littéraire liée aux idéologies contemporaines (existentialisme, marxisme, psychanalyse, phénoménologie),  acceptant la pluralité d'interprétations d’une œuvre et impliquant une lecture symbolique de celles-ci conçues comme une structure ouverte à différentes signifiés. Dans Sémiologie et Urbanisme (1967), il propose de percevoir la ville comme un fait sémantique, en insistant sur sa lisibilité. Barthes identifie dans l’espace urbain une série d’unités discontinues (chemins, districts, points de repère) qui agissent comme des phonèmes et des sémantèmes, et qui ajoutent une conscience des fonctions des symboles dans l’espace urbain. Par exemple, la ville de Rome a des besoins fonctionnels typiques de la vie moderne qui entrent en conflit direct avec la charge sémantique de la ville en raison de son importance historique. Ainsi, pour analyser le langage de la ville, il faut émmietter l’espace urbain en unités, pour ensuite les classer et comprendre comment elles s'y combinent.
Barthes pose la question du symbolisme entendu comme un discours général relatif à la signification, qui ne maintient pas une correspondance symétrique entre signifiant et signifié, c'est-à-dire qu'ils sont compris davantage par leur position que par leur contenu. Le centre-ville est un noyau qui ne signifie généralement pas le point culminant d’une quelconque activité en particulier, mais plutôt un point vide de l’image que la communauté a désignée comme centre. Le symbolisme doit donc être défini comme un monde de signifiants, de corrélations qui n’impliquent pas un signifié définitif. C'est pourquoi Barthes fait appel à Victor Hugo et à son intuition selon laquelle la ville est un texte : le citadin est un lecteur qui, en la parcourant, en assimile des fragments pour les actualiser ultérieurement. Finalement, Barthes souligne que la sémiologie ne suppose pas l’existence d’un signifié définitif : les signifiés sont signifiants pour d’autres signifiés et inversement, et les chaînes de métaphores sont infinies, comme le proposent par exemple la psychanalyse et Jacques Lacan.

En appliquant cette idée à la ville, on révèle la dimension érotique de celle-ci, qui provient de la nature métaphorique du discours urbain et implique une vision de la ville comme lieu de rencontre, raison pour laquelle les centres-villes sont des lieux de réunion, une image de la ville qui surgit généralement de la condensation de son centre, lieu d'activités sociales, et lieu où, simultanément, les forces de rupture, les forces ludiques, agissent et se retrouvent. Barthes souligne cette dimension de la ville, en particulier du centre, :

« La ville, essentiellement et sémantiquement, est le lieu de rencontre avec l’autre et c’est pour cette raison que le centre est le point de rassemblement de toute ville ; le centre-ville est institué avant tout par les jeunes, les adolescents. Quand ces derniers expriment leur image de la ville, ils ont toujours tendance à restreindre, à concentrer, à condenser le centre [...]. Mieux encore, le centre-ville est toujours vécu comme l’espace où agissent et se rencontrent des forces subversives, des forces de rupture, des forces ludiques. [...] Au contraire tout ce qui n’est pas le centre est précisément ce qui n’est pas espace ludique, tout ce qui n’est pas l’altérité : la famille, la résidence, l’identité. »

Pour Barthes, la ville moderne est un idéogramme, un mode d’écriture de l’espace soumis au travail de la forme configurante, un type de texte complexe et bigarré dans lequel s’inscrivent les transformations et restructurations s'étant succédé dans les villes industrielles tout au long du XXe siècle.

### La Chambre claire. Note sur la photographie
La Chambre claire. Note sur la photographie est un ouvrage de Roland Barthes, rédigé entre le 15 avril et le 3 juin 1979 et publié en 1980, dans lequel l’auteur s’interroge sur la nature de la photographie, en essayant de comprendre si elle a un « génie propre », un trait qui la distingue des autres moyens de représentation.
Cet ouvrage fait écho à une période difficile que l’écrivain vécut après la mort de sa mère le 25 octobre 1977.

### Écrits sur le théâtre
Entre 1953 et 1960, il écrit 94 textes sur le théâtre, qui relèvent aussi bien de la critique (« Le Prince de Hombourg au TNP ») que du court essai (Avignon, l'hiver). Ces textes sont publiés dans diverses périodiques, comme Les Lettres nouvelles ou France Observateur. Le projet d'un recueil, lancé à la fin des années 1970 par Jean-Loup Rivière, qui était alors son étudiant, n'aboutira qu'en 2002 ; Écrits sur le théâtre comprend 62 de ces textes, revus et corrigés par Barthes lui-même avant sa mort en 1980, où son éditeur suspendra le projet.
La découverte de Brecht et du Berliner Ensemble constitue pour lui une expérience frappante, voire un point de non-retour ; il l'évoque dans un texte de 1965, qui ouvre le recueil Écrits sur le théâtre.

« Cette illumination a été un incendie : il n’est plus rien resté devant mes yeux du théâtre français ; entre le Berliner et les autres théâtres, je n’ai pas eu conscience d’une différence de degré, mais de nature et presque d’histoire. D’où le caractère, pour moi, radical de l’expérience. Brecht m’a fait passer le goût de tout théâtre imparfait, et c’est, je crois, depuis ce moment-là que je ne vais plus au théâtre. »

À la même période, il participe activement, notamment avec Bernard Dort, à la revue Théâtre Populaire, fondée par Jean Vilar en 1953. Cependant, à la fin des années 1960, Barthes cesse d'aller au théâtre ; s'il n'écrit alors plus sur les objets spectaculaires, la notion de théâtralité restera au cœur de ses travaux. Quoiqu'il ait longtemps été réticent à la publication sous forme de recueil de ces textes qu'il estimait datés ou trop « militants », Barthes écrit tout de même, en 1975, qu'« Au carrefour de toute l’œuvre, peut-être le Théâtre ».

### Roland Barthes et le fragment
« Son premier texte [à Roland Barthes] ou à peu près (1942) est fait de fragments […]. Depuis, en fait, il n'a cessé de pratiquer l'écriture courte. » Barthes a donc privilégié le fragment dans plusieurs de ses œuvres, en lui associant l'ordre alphabétique comme régulateur : c'est le cas de Roland Barthes par Roland Barthes et des Fragments d'un discours amoureux.

## Cinéma
En 1961, il fait office de conseiller artistique sur le documentaire canadien Le Catch.
En 1979, Roland Barthes incarne William Makepeace Thackeray dans le film d'André Téchiné Les Sœurs Brontë.
Le réalisateur prend l'écrivain comme modèle d'un des personnages, Romain, dans son film J'embrasse pas (1991).

## Postérité
En 1995, les dessins de Barthes sont exposés au musée de Bayonne.
En 1996, son demi-frère, Michel Salzedo (né en 1927 de l'union entre Henriette Barthes et le céramiste André Salzedo), confie l'ensemble des archives à l'Institut mémoires de l'édition contemporaine afin de les rendre disponibles aux chercheurs. Ces archives sont désormais consultables à la Bibliothèque nationale de France.
En 2002, le Centre Georges-Pompidou lui consacre une exposition.
En 2009, deux textes non destinés à la publication, Journal de deuil et Carnets du voyage en Chine, sont publiés. Son ancien éditeur François Wahl s'oppose à cette publication d'écrits intimes. Le frère de Barthes, Michel Salzedo, donne son accord à la publication de ces écrits,.
L'université Paris Diderot accueille un Centre Roland-Barthes, Institut Humanités, sciences et sociétés.
Une statue, œuvre de Christine Larivière, le représente à Cherbourg.
La ville de Paris a nommé la rue Roland-Barthes, dans le 12e arrondissement, en sa mémoire.
Depuis 2013, un site internet lui est consacré : il fédère les recherches autour de l'œuvre et la figure de Roland Barthes.
La Revue Roland Barthes, sous la direction de Mathieu Messager, publie un numéro par an depuis 2014.

### Réception critique
Pour Claude Coste,

« de manière générale, la réception se montre très positive, tout particulièrement chez les jeunes chercheurs qui entretiennent une relation plus distanciée avec les conflits passés. »

René Pommier a consacré sa thèse d’État à une analyse très sévère du Sur Racine de Roland Barthes en 1988, puis, en 2017, il s'est livré à une critique de toute l'œuvre.
Georges Matoré estime que

« Barthes ignore la rigueur scientifique, il se contredit constamment, et il isole des citations de leur contexte ou les passe sous silence si elles infirment la théorie qu'il a avancée. »
Il souligne « l'inanité, marquée par un ton péremptoire, de tous [ses] ouvrages. »

Cioran,  qui vient de lire L’empire des signes, est virulent :
«  Quel style ! Des choses simples présentées dans une écriture sibylline, d’une prétention vertigineuse, d’une préciosité à vous faire vomir. Et pourtant le type est intelligent et subtil, et nullement vide. Dégoût sans nom. »

## Pastiche et fiction

### Le Roland Barthes sans peine
En 1978, alors que Barthes est au sommet de sa notoriété publique, comme l'atteste le succès de librairie de Fragments d'un discours amoureux, son jargon et sa démarche théorique sont l'objet d'un pastiche, Le Roland Barthes sans peine, signé par Michel-Antoine Burnier et Patrick Rambaud.

« Les auteurs proposent un décryptage du discours barthésien, à la manière de l'acquisition d'une langue nouvelle dont le vocabulaire ne serait que partiellement d'origine française. »

Selon François Dosse, le héros malgré lui de ce pastiche « moins méchant que drôle » en aurait été affecté, non par manque d'humour, mais à cause du deuil de sa mère qui le fragilisait au moment de cette publication satirique.

### La Septième Fonction du langage
Laurent Binet, en 2015, dans son roman La Septième Fonction du langage, s'amuse à imaginer que Roland Barthes a été assassiné par les services secrets bulgares à l'instigation de Philippe Sollers et de Julia Kristeva, ceux-ci voulant lui dérober un précieux manuscrit qu'il tenait de Roman Jakobson. Le roman évoque notamment le déjeuner de Barthes avec François Mitterrand, juste avant l'accident fatal.
En 2021, dans le cadre du Grand Paris des écrivains proposé par le Pavillon de l'Arsenal et Libération, Laurent Binet propose un autre texte sur le dernier trajet de Barthes avant son accident, de la rue des Blancs-Manteaux jusqu'à la rue des Écoles, mis en images par Stefan Cornic et disponible en ligne.

## Publications
- Le Degré zéro de l'écriture, Éditions du Seuil, Paris, 1953
  - Le Degré zéro de l'écriture suivi de Éléments de sémiologie, Denoël/Gonthier, Paris, 1965
  - Le Degré zéro de l'écriture suivi de Nouveaux essais critiques, Éditions du Seuil, Paris, 1972
- Michelet par lui-même, Éditions du Seuil, Paris, 1954
- Mythologies, Éditions du Seuil, Paris, 1957 ; rééd. augmentée, 2010
- Sur Racine, Éditions du Seuil, Paris, 1963
- Essais critiques, Éditions du Seuil, Paris, 1964
- La Tour Eiffel, Centre national de la photographie/Éditions du Seuil, Paris, 1964
- Éléments de sémiologie, Denoël/Gonthier, Paris, 1965
- Critique et Vérité, Éditions du Seuil, Paris, 1966
- Système de la mode, Éditions du Seuil, Paris, 1967
- S/Z essai sur Sarrasine d'Honoré de Balzac, Éditions du Seuil, Paris, 1970
- L'Empire des signes, Skira, Paris, 1970
- Sade, Fourier, Loyola, Éditions du Seuil, Paris, 1971
- Nouveaux essais critiques, Éditions du Seuil, Paris, 1972
- Le Plaisir du texte, Éditions du Seuil, Paris, 1973
  - Le Plaisir du texte précédé de Variations sur l'écriture, Éditions du Seuil, Paris, 2000
- Roland Barthes par Roland Barthes, Éditions du Seuil, Paris, 1975
- Alors la Chine ?, Christian Bourgois, Paris, 1975
- Fragments d'un discours amoureux, Éditions du Seuil, Paris, 1977[69]
- Leçon, Éditions du Seuil, Paris, 1978
- Sollers écrivain, Éditions du Seuil, Paris, 1979
- La Chambre claire : Note sur la photographie, Gallimard/Seuil/Cahiers du cinéma, Paris, 1980[70]
- Sur la littérature, éd. Presses universitaires de Grenoble, 1980
- Le Grain de la Voix : Entretiens, 1962-1980, Éditions du Seuil, Paris, 1981
- L'Obvie et l'Obtus : Essais critiques III, Éditions du Seuil, Paris, 1982
- All except you : Saul Steinberg, Repères, Paris, 1983
- Le Bruissement de la langue : Essais critiques IV, Éditions du Seuil, Paris, 1984
- L'Aventure sémiologique, Éditions du Seuil, Paris, 1985
- Incidents, Éditions du Seuil, Paris, 1987
- Œuvres complètes, Éditions du Seuil, Paris :
  - t. I : 1942–1965, 1993
  - t. II : 1966–1973, 1994
  - t. III : 1974–1980, 1995

Nouvelle édition revue et corrigée, Éditions du Seuil, Paris, 2002 :
- - t. I : 1942–1961
  - t. II : 1962–1967
  - t. III : 1968–1971
  - t. IV : 1972–1976
  - t. V : 1977–1980
- La Plus Déchirante des fêtes[71] suivi de À propos de Roland Barthes par Michel Archimbaud, dessins originaux de Josef Nadj, Paris, Librairie des Abbesses/Archimbaud, 2001
- Écrits sur le théâtre, Éditions du Seuil, Paris, 2002 ; Points, Paris, 2015[72]
- Comment vivre ensemble : cours et séminaires au Collège de France 1976–1977, Éditions du Seuil/Imec, Paris, 2002
- Le Neutre : cours et séminaires au Collège de France 1977–1978, Éditions du Seuil/Imec, Paris, 2002
- La Préparation du roman : I et II, cours au collège de France 1978–1980[73], Éditions du Seuil/Imec, Paris, 2003
- Le Sport et les hommes[74], Les Presses de l'Université de Montréal, Montréal, 2004
- Le Discours amoureux : séminaire à l'École pratique des hautes études, 1974-1976, Éditions du Seuil, Paris, 2007
- Carnets de voyage en Chine, Éditions Christian Bourgois, Paris, 2009
- Journal de deuil, Éditions du Seuil/Imec, Paris, 2009
- Sarrasine de Balzac : séminaires à l'École pratique des hautes études, 1967-1969, Éditions du Seuil, Paris, 2011
- Cy Twombly, Éditions du Seuil, Paris, 2016
- Marcel Proust, Éditions du Seuil, 2020

#### Ouvrages
- Fabien Arribert-Narce, Photobiographies : pour une écriture de notation de la vie (Roland Barthes, Denis Roche, Annie Ernaux), Paris, Honoré Champion ; Genève, Slatkine, 2014, 407 p. (ISBN 9782745327123)
- Jean-Pierre Bertrand (dir.), Roland Barthes : continuités, Paris, Christian Bourgois, 2017, 672 p.
- Jean Birnbaum, le Courage de la nuance, Paris, Seuil, 2021, 144p.
- Louis-Jean Calvet, Roland Barthes, 1915-1980, Paris, Flammarion, 2008, 338 p.
- Antoine Compagnon, L’Âge des lettres, Gallimard, 2015, 166 p.
- Claude Coste (dir.), Dictionnaire Roland Barthes, Paris, Honoré Champion, coll." Dictionnaires et références", 2024, 1000 p.
- José Luis Diaz et Mathilde Labbé (dir.), Les XIXe siècles de Roland Barthes, Bruxelles, Les Impressions nouvelles, 2019, 266 p.
- Marie Gil, Roland Barthes : au lieu de la vie, Paris, Flammarion, 2012, 562 p.
- Éric Marty, Roland Barthes, le métier d'écrire, Paris, Seuil, 2006, 335 p.
- Éric Marty, Roland Barthes, la littérature et le droit à la mort, Paris, Seuil, 2010, 58 p.
- Martin Melkonian, Le corps couché de Roland Barthes, Paris, Armand Colin, 1993 (1989), 95 p.
- Mathieu Messager, Roland Barthes, Paris, Presses universitaires de France, 2019, 127 p.
- Mathieu Messager, Barthes/Quignard. L'idée de littérature au tournant du XXIe siècle, Presses universitaires de Rennes, 2021
- Jean-Claude Milner, Le pas philosophique de Roland Barthes, Lagrasse, Verdier, 2003, 112 p.
- René Pommier, Le « Sur Racine » de Roland Barthes, Paris, Eurédit, 2008 (1988), 495 p.
- René Pommier, Roland Barthes, grotesque de notre temps, grotesque de tous les temps, Paris, Kimé, 2017, 234 p.
- René Pommier, Roland Barthes, ras le bol !, Paris, Eurédit, 2006 (1987), 148 p.
- Tiphaine Samoyault, Roland Barthes, Paris, Seuil, 2015, 720 p.  (ISBN 978-2-02-101020-6)
- Philippe Sollers, L'Amitié de Roland Barthes, Paris, Seuil, 2015, 170 p.
- Susan Sontag, L'écriture même : à propos de Roland Barthes, Philippe Blanchard (trad.), Paris, Christian Bourgois, 2009 (1979), 62 p.

#### Articles
- Ruth Amossy, « Roland Barthes et l’« image d’auteur » : écrits posthumes et hommages amicaux », Littérature, vol. 186, numéro 2, 2017, p. 82-95 (lire en ligne).
- Fontanari Rodrigo, 2022, « Barthes (Roland) » Publictionnaire. Dictionnaire encyclopédique et critique des publics. Accès : http://publictionnaire.huma-num.fr/notice/barthes-roland.
- Patrick Cabanel, « Roland Barthes », in Patrick Cabanel et André Encrevé (dir.), Dictionnaire biographique des protestants français de 1787 à nos jours, t. 1, A-C, Paris, Paris Max Chaleil, 2015, p. 176-178  (ISBN 978-2846211901)
- Valérie Stiénon, « Roland Barthes et son Journal : de l’inclination à la délibération », Études françaises, vol. 45, no 3,‎ 2009, p. 129-150 (lire en ligne).
- Normand Corbeil, Roland Barthes et nous, Le Devoir, Montréal, 14 avril 1980, p. 5
- Vittorio Frigerio, « Comment faire du neuf avec du vieux. Barthes, Dumas et les aléas du code culturel », Fabula. La recherche en littérature, 2000
- Armine K. Mortimer, « L’écriture par soustraction : le manuscrit du Plaisir du texte », Études françaises, volume 30, numéro 3, hiver 1994, p. 149–172 (lire en ligne).
- Jean-Marc Mandosio, « Naissance d'un stéréotype : Roland Barthes », La Nouvelle Revue française, 589, 2009
- Philippe Sollers, « R.B. », Tel quel, 47, 1971
- Dossier « Roland Barthes après Roland Barthes », Rue Descartes, 34, 2001,130 p.
- Ginette Michaud, « Fragment et dictionnaire : autour de l’écriture abécédaire de Barthes », Études françaises, volume 18, numéro 3, hiver 1982, p. 59–80 (lire en ligne).
- Martine Léonard, « Photographie et littérature : Zola, Breton, Simon (Hommage à Roland Barthes) », Études françaises, volume 18, numéro 3, hiver 1982, p. 93–108 (lire en ligne).
- Stéphane Chaudier, « Barthes. Une stylistique cryptée », dans Bruno Curatolo et Jacques Poirier (dir.), Le style des philosophes, Besançon/Dijon, Presses universitaires de Franche-Comté/Éditions universitaires de Dijon, 2007 (ISBN 978-2-84867-192-5, DOI 10.4000/books.pufc.26792 , lire en ligne), p. 297-305.
- Mathieu Messager, « Le monde où l’on fiche. À propos du Grand Fichier de Roland Barthes », Genesis, 56 | 2023, p. 87-102 (lire en ligne)

#### Bases de données et dictionnaires
- Ressources relatives aux beaux-arts :   - Artists of the World Online
  - Bénézit
  - Delarge
  - Grove Art Online
  - RKDartists
  - Union List of Artist Names
- Ressources relatives au spectacle :   - Archives suisses des arts de la scène
  - Les Archives du spectacle
  - Kunstenpunt
- Ressources relatives à la recherche :   - Cairn
  - Collège de France
  - Persée
- Ressources relatives à la musique :   - Discogs
  - MusicBrainz
  - Muziekweb
- Ressources relatives à l'audiovisuel :   - AllMovie
  - Allociné
  - IMDb
- Ressource relative à la littérature :   - Kritisches Lexikon zur fremdsprachigen Gegenwartsliteratur
- Ressource relative à plusieurs domaines :   - Radio France
- Notices dans des dictionnaires ou encyclopédies généralistes :   - Britannica
  - Brockhaus
  - Den Store Danske Encyklopædi
  - Deutsche Biographie
  - Enciclopedia italiana
  - Enciclopedia De Agostini
  - Enciclopédia Itaú Cultural
  - Gran Enciclopèdia Catalana
  - Hrvatska Enciklopedija
  - Internetowa encyklopedia PWN
  - Larousse
  - Nationalencyklopedin
  - Munzinger
  - Proleksis enciklopedija
  - Store norske leksikon
  - Treccani
  - Universalis
- Notices d'autorité :   - VIAF
  - ISNI
  - BnF (données)
  - IdRef
  - LCCN
  - GND
  - Italie
  - Japon
  - CiNii
  - Espagne
  - Belgique
  - Pays-Bas
  - Pologne
  - Israël
  - NUKAT
  - Catalogne
  - Suède
  - Vatican